# Alsbos
Het Alsbos is een bosgebied in de gemeente Voeren in de Belgische provincie Limburg. Het bos ligt ten zuidwesten van Sint-Pieters-Voeren deels tegen de provinciegrens aan. Ten westen van het bos ligt Heye/La Heydt.
Het bos is een hellingbos en ligt op de westelijke dalwand van het Voerdal van het beekje de Voer. Aan de overzijde van het dal ligt het Vrouwenbos. Verder naar het westen ligt het Bois du Roi.